# Паркани (Слободзейський район)
Паркани (рум. Parcani) — село у Слободзейському районі Молдови (невизнана Придністровська Молдавська республіка).
Розташоване між Тирасполем і Бендерами. Входить до складу Тираспольсько-Бендерської агломерації. Селом проходить міжміська тролейбусна лінія «Тирасполь-Бендери».
У селі Паркани проживає 10,5 тисяч чоловік, з яких близько 80% — болгари . Українців близько 11%.

## Історія
Село Паркани показано на карті генерала Паніна при штурмі Бендерської фортеці в 1770 році.
До 1812 знаходилося на кордоні Російської імперії.
Після приєднання Бессарабії до Росії відносилось до Тираспольського повіту Херсонської губернії.
Станом на 1886 рік в селі, центрі Парканської волості, мешкало 1913 осіб, налічувалось 300 дворових господарств, православна церква, школа та 3 лавки
1991 року саме в Парканами відбувся перший з'їзд придністровських депутатів усіх рівнів. З'їзд визнав доцільним утворення Придністровської Автономної Радянської Соціалістичної Республіки в складі тодішньої Молдавської Радянської Соціалістичної Республіки.

## Культурні особливості
Традиційна народна культура села дуже різноманітна. В архітектурі сільської забудови, національних костюмах і кухні, звичаях і обрядах лежить болгарська культура.
Болгари, що переселилися до села в 1806–1811 роках принесли не тільки свою мову, культуру, традиції і звичаї, але і свою ментальність: психологію, працьовитість й жагу підприємництва.
До цього слід додати риси, характерні для більшості колоністів, незалежно від їх національності: опора на власні сили, самостійність у прийнятті важливих рішень. Дух здорової конкуренції постійно присутній у болгар — кожен прагне зробити краще і більше, ніж сусід. Суперництво не заважало взаємовиручці та безкорисливій допомозі, ти хто потрапив у біду.
Великою різноманітністю відрізняється планування та архітектура болгарського селянської хати. Будинки, як правило, будувалися з каменю і глини в поєднанні з дерев'яними каркасними конструкціями, що надавало їм особливу архітектурну легкість. Будинки не мають чіткого планування. Будинки найчастіше звернені фасадом на сонячний бік і розташовуються в глибині двору.

## Пам'ятники
2008 у Парканах був відкритий пам'ятник Василу Левскі — болгарському політичному діячеві, революціонеру, учаснику національно-визвольного руху в Болгарії.